# Sadao Shimizu
Sadao Shimizu (jap. 清水 貞雄, Shimizu Sadao, ur. 22 lutego 1965) – japoński skoczek narciarski, reprezentant kraju.
Shimizu zdobył srebrny medal na Zimowych Igrzyskach Azjatyckich w 1986 roku. Na Mistrzostwach Świata w Narciarstwie Klasycznym w 1989 roku zajął 54. miejsce na skoczni dużej. Nie startował na skoczni normalnej. Razem z Noriakim Kasaim i Akirą Higashim ukończył konkurs drużynowy na ostatnim, 15. miejscu. 
W Pucharze Świata zadebiutował 17 grudnia 1988 w Sapporo, zajmując 44. miejsce.